# Torsbjerg Mose
Torsbjerg Mose eller Thorsbjerg Mose (på angeldansk: Tåsbjerre) er en tidligere skovmose i Sydslesvig. Den ligger cirka fem km nord for Slien. Mosen havde i jernalderen stor betydning som helligt sted for Angels befolkning. De ofrede her våben, tøj, smykker eller mønter til guderne. 
Udgravninger fra 1858 til 1861 var de første større moseudgravninger overhovedet. De blev ledet af arkæologen Conrad Engelhardt fra Flensborg. Han stiftede i 1852 på den danske regerings foranledning et museum med fund fra Torsbjerg og Nydam Mose i Flensborg (Flensborgsamlingen).
Thorsbjerg i den nordlige udkant af Sønder Brarup er i dag en lille sø. I jernalderen var søen offerplads, hvor den omkringboende befolkning gennem generationer ofrede til guderne. Et par gange omkring 400 e. Kr. ofrede de også store mængder våben; sikkert som tak for en sejr over en fjendlig hær.
Fundet bestod fortrinsvis af sværd, lanser, spyd, langbuer, træskjolde, hjelme, værktøj, tøj, vogndele, lerkar og landbrugsredskaber som høstredskaber. Lerkarrene og nogle af smykkerne stammer fra fredelige frugtbarhedsofre. Her lå flere hæres ituslåede udrustning. På en skjorte var spor efter dræbende stik.
Ringbrynjer er i flere tilfælde fundet nedlagt i lerkar sammen med to ornamenterede brystplader. De var af bronze beklædt med forgyldt sølv og blev båret parvis på brystet som værdighedstegn.
I Thorsbjergfundet indgik to hjelme, den ene af bronze, den anden af sølv. Sølvhjelmen har ansigtsmaske med udskæring til øjne, næse og mund. Kraniekalotten dækkedes af en flettet sølvhue. Ringbrynjerne og hjelmene har formodentlig tilhørt officerer og hærledere. De var til hest, og Thorsbjergfundet indeholder også rideudstyr med kostbart hovedtøj.
Fundene kan i dag ses på Gottorp Slot i Slesvig By og på Nationalmuseet i København.

## Ekstern henvisning
- Torsbjerg og Nydam Arkiveret 19. juli 2011 hos  Wayback Machine (Artikel i tidskriften Slesvigland)
- Suzana Matešić: Runeindskrifter fra mosen (tysk tekst)

54°38′31″N 9°46′19″Ø / 54.64194°N 9.77194°Ø